# TV Seeds
TV Seeds（てれびしーず）は、札幌テレビ放送（STV）の釧路放送局と帯広放送局の両エリアで放送されている情報番組。

## 概要
釧路市を中心に、季節の話題、イベント情報など、釧路周辺エリアのタウン情報を放送している。
2011年2月より、釧路放送局と帯広放送局の両エリアのフルセグで放送、ワンセグでは『小樽フラッシュニュース』を放送。
スポンサーは釧路放送局エリアの企業が4社ついており、スポンサー企業のPRを放送することもある。

## 放送時間
毎週土曜日 10:25 - 10:30（JST）
実際の放送時間は10:25 - 10:29までの4分間だが、年末年始の特別編成があるときも放送時間・曜日を変更して放送。

## 番組構成
- オープニング（提供読み、15秒）
- 前CM（30秒）
- 本編（2分30秒）
  - 第1週　教えて家庭で防災（市民防災センターから、スポンサーになっている消防用設備会社社長による防災情報）
  - 第2週　マイホーム探偵団（スポンサーの住宅会社で建てた家・オフィスを訪問）
  - 第3週　くしろたんちょう市場ぐるめ館情報（新規スポンサーで、2024年4月6日に新装開店したくしろたんちょう市場ぐるめ館の入居店舗情報）
  - 第4週　阿寒湖地区情報（阿寒湖温泉地区の行事や店舗・ホテルなどを紹介）
  - 第5週　不定
- 後CM（30秒）
- エンディング（提供読み、15秒）

提供読みの際は、画面下半分に、白地の半透明の座布団が表示され、その上にロゴマーク付きで1社ずつスポンサー表示がなされる。提供読みは「ご覧のスポンサー」ではなく、1社ずつ読まれる上、スポンサー表示のバックに当該スポンサー企業の社屋の映像が放送される時がある。

## リポーター
- 山本さおり
- 及川梓（2013.4～）
- 石田明日香（TipsyGlass　2023.11 - ）
- 花田舞（TipsyGlass　2023.11 - ）
- 佐々木朋美（TipsyGlass　2023.11 - ）
- 部田彩緒里（TipsyGlass　2023.11 - ）

## 釧路放送局と帯広放送局の両エリア別放送について
- STVテレビでは、釧路放送局と帯広放送局の両エリアを道東エリアに区分し、地域別差し替え時は同一内容の放送を実施している。
- 2010年6月にデジタル放送でエリア別差し替えが開始された時から当番組開始までは、親局エリアで放送されている『小樽フラッシュニュース』を放送していた。
- EPGの番組名は、『小樽フラッシュニュース』となっている。番組説明の中で、エリア別放送で当番組が放送されている旨の表示がなされる。
- 地域別差し替え時間帯は、STVのチャンネルロゴ表示が表示されない。
- 当番組放送中は、スポンサー表示中を除き、当番組のロゴが画面右上に表示される。
- 釧路放送局と帯広放送局の両エリアでは2013年3月迄、平日の地域別CM差し替え時間帯に、当番組および姉妹番組で、帯広放送局制作の『Seeds cafe』の番宣が放送されていた時期がある。
- 番宣は、当番組単独のものと、『Seeds cafe』と合同のものがあった。
- 当番組単独の番宣では、リポーターの山本さおりが、「清く正しく美しく、私山本さおりが体当たり取材でお届けします。見て下さいね。」とコメントしていた。
- 余談だが、『Seeds cafe』は2013年3月30日に放送を終了している。

## クレジット
- 企画：新生 釧路支社
- 制作著作：STV札幌テレビ放送
- 制作協力：映像ポラリス